# Ronald M. Clowes
Ronald Martin Clowes (* 18. März 1942 in Calgary) ist ein kanadischer Geologe und Geophysiker.
Clowes studierte an der University of Alberta mit dem Bachelor-Abschluss 1964, dem Master-Abschluss 1965 und der Promotion 1969. Als Post-Doktorand war er an der Australian National University. 1970 wurde er Assistant Professor an der University of British Columbia mit voller Professur ab 1983. 
1979/80 war er Gastprofessor in Kopenhagen und am Geophysik-Labor der Universität Aarhus.
Er ist seit 1987 Direktor des kanadischen Lithoprobe Projekts zur Erforschung der Struktur der Lithosphäre mit seismischen und anderen geophysikalischen Methoden und Verbindung der geophysikalischen Resultate mit solchen aus Geologie und Tektonik.
Er ist Fellow der Royal Society of Canada (1994). 1998 erhielt er die J. Tuzo Wilson Medal der Canadian Geophysical Union, 1988 die W. W. Hutchison Medal, 1993 den George P. Wollard Award und 2005 die Logan Medal. 2002 erhielt er die Queen Elizabeth II Golden Jubilee Medal. Er ist Mitglied des Order of Canada. 1987/88 war er Killam Fellow.